# Вілла-ді-Бріано
Вілла-ді-Бріано (італ. Villa di Briano) — муніципалітет в Італії, у регіоні Кампанія,  провінція Казерта.
Вілла-ді-Бріано розташована на відстані близько 175 км на південний схід від Рима, 20 км на північ від Неаполя, 16 км на південний захід від Казерти.
Населення — 7024 особи (2014).

## Демографія
Населення за роками:

Станом на 1 січня 2023 року в муніципалітеті офіційно проживали 652 іноземці з 29 країн, серед них 117 громадян країн Євросоюзу та 65 громадян України.

## Сусідні муніципалітети
- Казаль-ді-Принчипе
- Казапезенна
- Фриньяно
- Сан-Чипріано-д'Аверса
- Сан-Марчелліно
- Сан-Таммаро